# 粲数
粲数（Charm，符號 C）是一個味量子數，用以表示粒子中粲夸克（
c
）與反粲夸克（
c
）的數量差異：
{\displaystyle C=n_{\text{c}}-n_{\mathrm {\bar {c}} }.\ }
傳統上，味量子數的正負號與帶有對應味的夸克電荷同號。因此，有著電荷值 Q = +2/3 的粲夸克之粲数為 +1。反粲夸克則有相反的電荷值Q = −2/3，而其粲数 C 則為 −1。
粲数在强相互作用與电磁相互作用下守恆，然而在弱相互作用下則不守恆（參見卡比博-小林-益川矩阵）。對於第一階弱衰變，亦即僅有一個夸克衰變的過程下，粲数僅能改變1 （ΔC = ±1 或 0）。由於第一階過程比第二階過程（有著二個夸克衰變）更為常見，這可作為弱衰變選擇定則的近似。

## 延伸閱讀
- Lessons in Particle Physics （页面存档备份，存于） Luis Anchordoqui and Francis Halzen, University of Wisconsin, 18th Dec. 2009